# August Strömberg
August Strömberg (* 28. Februar 1992 in Göteborg) ist ein schwedischer Fußballspieler. Der Torwart steht derzeit beim Kongsvinger IL in Norwegen unter Vertrag.

## Sportlicher Werdegang
Strömberg entstammt der Jugend des Göteborger Stadtteilklubs Qviding FIF. Hier avancierte er 2009 zum Juniorennationalspieler in der schwedischen U-17-Nationalmannschaft und rückte parallel in den Kader der Wettkampfmannschaft, kam aber nicht zum Einsatz. 2010 wechselte er zum Lokalkonkurrenten IFK Göteborg, war aber auch dort nur Ergänzungsspieler und blieb ohne Einsatz in der Allsvenskan. Nach Auslaufen seines Vertrags zum Jahresende 2012 wechselte er ablösefrei zu Degerfors IF in die Superettan, wo er einen Drei-Jahres-Vertrag unterzeichnete. Hier war er direkt Stammspieler in der Mannschaft, die in der Spielzeit 2013 den vierten Tabellenplatz erreichte. In den folgenden beiden Spielzeiten platzierte sie sich im mittleren Tabellenbereich, nach Vertragsende schloss er sich dann mit einem Ein-Jahres-Kontrakt dem Ligakonkurrenten Ljungskile SK an. Unter Trainer Jonas Olsson, unter dem er bereits bei IFK Göteborg trainiert hatte, war er hier ebenfalls Stammspieler. Nach nur einer Spielzeit wechselte er erneut ablösefrei innerhalb der Superettan zum Aufsteiger Gefle IF. Am Ende der Zweitliga-Spielzeit 2018 belegte er mit dem Klub einen Abstiegsplatz.
Zunächst vereinslos nahm im Frühjahr 2019 der Zweitligist Varbergs BoIS Strömberg bis zum Sommer des Jahres unter Vertrag, nachdem Stammtorhüter Matt Pyzdrowski sich verletzt hatte. Im Verlauf der Spielzeit 2019 bestritt er alle 30 Saisonspiele und war entscheidender Rückhalt beim erstmaligen Aufstieg des Klubs in die Allsvenskan. Nachdem Saisonende verlängerten Spieler und Verein den Vertrag bis Ende 2021. Nach dem Karriereende von Pyzdrowski verpflichtete der Klub im Februar 2020 zudem den 40-jährigen Stojan Lukić, bis dato Trainerassistent und Ersatztorhüter bei Örgryte IS, als weiteren Torhüter. Im Laufe der von der COVID-19-Pandemie überschatteten Spielzeit 2020 kam es zum laufenden Duell, in dessen Folge sich Lukić und Strömberg auf der Torhüterposition abwechselten. Letztlich kam Strömberg zu elf Erstligaspielen im Saisonverlauf, beim 3:3-Unentschieden gegen IF Elfsborg ließ er als Torschütze zum Ausgleich in der Nachspielzeit aufhorchen. Nach einem elften Tabellenplatz in der ersten Spielzeit stand der Klub in der folgenden Saison von Beginn an im Abstiegskampf. Nach fünf Spielen und mit zehn Gegentoren der seinerzeit schlechtesten Abwehr der Liga verdrängte der bisherige Ersatzmann Philip Mårtensson Strömberg zwischen den Pfosten, musste aber nach der Sommerpause im Juli wiederum Lukić Platz machen.
Seit Anfang August 2021 ist er in Norwegen für den Kongsvinger IL aktiv.